# Gerhardtyt
Gerhardtyt – minerał z gromady azotanów. Nazwany na cześć francuskiego chemika Charlesa Frederica Gerhardta.

## Charakterystyka
Gerhardtyt jest przezroczystym minerałem o szmaragdowozielonej barwie. Krystalizuje w układzie rombowym w formie grubych tabliczek. Ma szklisty połysk. Jego gęstość wynosi 3,4 g/cm³. Jest miękki – 2 w skali Mohsa. 

## Występowanie
Powstaje w wyniku utleniania się minerałów zawierających miedź. Towarzyszą mu najczęściej kupryt, malachit, buttgenbachit i brochantyt. Występuje w Australii, Chile, Demokratycznej Republice Konga, Francji, Hiszpanii, Kazachstanie, Maroko, Niemczech, na Ukrainie, Węgrzech, we Włoszech i w Stanach Zjednoczonych.